# 小中大滝
小中大滝（こなかおおたき）は、群馬県みどり市を流れる渡良瀬川の支流・小中川にかかる滝である。

## 概要
みどり市北部の袈裟丸山に源を発する小中川の清流が長い年月をかけて造り上げた落差96mの分岐瀑。それと一体となったミズナラの天然林が見事に映え、春にはカタクリとヤシオツツジ、シャクナゲが、また秋には紅葉が滝を彩る。
国土地理院の地図や現地の案内板には、地名表記のように「大滝」の名称が用いられているが、「大滝」と呼ばれる滝や地名は全国各地に存在するため、一般的に、本滝を指す場合は『小中大滝』と称している。

## 伝承
この地域の人々を苦しめていた悪僧・源太和尚が、来訪した弘法大師に戒められると、岩の下で読経しながら入滅していた。弘法大師が和尚の亡骸に袈裟を掛けて弔うと、和尚の亡骸が白蛇となって滝に住みつき今も地域の人々を守っていると言い伝えられ、現地の案内板に描かれている。

## 周辺の施設
源太橋
大滝駐車場の脇を流れる小中川に架橋された木橋。展望台へ向かうには、先ずこの橋を渡る。幅1.2メートル、長さ17メートル。
けさかけ橋
遊歩道と展望台を結ぶ吊り橋。長さ51m、幅1.2m。源太橋を渡って1分程度遊歩道を登り、石積みのトンネルを抜けたその先に架けられている。高低差のある地形に架橋するため、袈裟を掛けたような最大傾斜44度の階段状に設計された珍しい吊り橋で、スキージャンプ台横の階段のようになってる。渡橋開始と同時に急下降してスリル感が醸されるが、途中の右手には徐々に大滝が見えてくる。
小中大滝展望台
本滝を観瀑するための展望台。けさかけ橋を渡り終えた先に設置されている、本滝の絶景スポット。
大滝駐車場
約10台収容可能の駐車場。トイレ有り。

## アクセス
- わたらせ渓谷鐵道わたらせ渓谷線小中駅から群馬県道268号船笹神戸停車場線を経て袈裟丸山郡界尾根登山口方面へ林道小中西山線を約2.4㎞進むと大滝駐車場へたどり着く。約7kmの経路で、車約15分・徒歩約2時間[4]。
- 本滝の南約3㎞に位置する追付橋を起点に、本滝まで向かう道（概ね林道小中西山線と重複）が『首都圏自然歩道「関東ふれあいの道」群馬県コース29 大滝へのみち』に指定されている[5]。なお、展望台へは大滝駐車場を迂回して北から遊歩道に回り込むコースをとる。
- これらの道路は狭隘な箇所があり、落石も多く、通行には注意を要する。崩落や工事によって通行止めになることも多い。さらに沿道は熊の出没エリアでもある。
- 小中橋（小中駅付近に位置する国道122号の橋梁）停留所から追付橋停留所まで、みどり市東町路線バス（赤城観光自動車）が運行していたが、2024年12月を以って路線廃止となった。